# Новозыбковский район
Новозы́бковский райо́н — административно-территориальная единица (район) и упразднённое муниципальное образование (муниципальный район) в Брянской области России.
Административный центр — город Новозыбков (как город областного значения не входит в район; до июня 2019 года он также являлся самостоятельным муниципальным образованием со статусом городского округа, не входящим в муниципальный район).
10 июня 2019 года Новозыбковский муниципальный район был упразднён, а все входившие в его состав муниципальные образования со статусом сельских поселений были объединены вместе с городским округом г. Новозыбкова в новое единое муниципальное образование Новозыбковский городской округ.
Новозыбковский район и город областного значения Новозыбков как административно-территориальные единицы области сохраняют свои статусы.

## География
Расположен на юго-западе области. Площадь района — 980 км². Реки в районе: Ипуть (30,5 км — протяжённость по району), Снов, Вага, Карна, Синявка, Вепринка.

## Население
| 1939    | 1959    | 1970    | 1979    | 1989    | 2002    | 2009    |
| ------- | ------- | ------- | ------- | ------- | ------- | ------- |
| 98 365  | ↘60 413 | ↘47 143 | ↘38 248 | ↘18 424 | ↘14 170 | ↘12 915 |
| 2010    | 2011    | 2012    | 2013    | 2014    | 2015    | 2016    |
| ↘12 415 | ↘12 391 | ↘12 116 | ↘11 784 | ↘11 646 | ↘11 368 | ↘11 224 |
| 2017    | 2018    | 2019    | 2020    |         |         |         |
| ↘11 131 | ↘11 036 | ↘10 992 | ↘10 983 |         |         |         |

## История
Территория нынешнего Новозыбковского района до 1919 года входила в Новозыбковский уезд Черниговской губернии, а в 1919 году была передана в состав Гомельской губернии РСФСР. В 1926 году, в связи с расформированием Гомельской губернии, вошла в состав Брянской губернии.
В 1929 году, с введением нового административного деления, губернии и уезды были ликвидированы. Был образован Новозыбковский район, который первоначально вошёл в Клинцовский округ Западной области с центром в г. Смоленске. В 1937—1944 годах Новозыбковский район входил в Орловскую область.
5 июля 1944 года Указом Президиума Верховного Совета СССР была образована Брянская область, в состав которой, наряду с другими, был включен и Новозыбковский район.
До 1940—1950-х годов райцентр г. Новозыбков входил в район (затем он стал городом областного значения).
С 1959 до 1988 гг. в район входила территория тогда ликвидированного Злынковского района.
С 1 января 2005 до 10 июня 2019 гг. в рамках муниципальной реформы в образованный одноимённый муниципальный район входило 8 муниципальных образований со статусом сельских поселений:
1. Верещакское сельское поселение
2. Деменское сельское поселение
3. Замишевское сельское поселение
4. Старобобовичское сельское поселение
5. Старокривецкое сельское поселение
6. Тростанское сельское поселение
7. Халеевичское сельское поселение
8. Шеломовское сельское поселение

10 июня 2019 года Новозыбковский муниципальный район был упразднён, а все входившие в его состав муниципальные образования со статусом сельских поселений были объединены вместе с городским округом г. Новозыбков в новое единое муниципальное образование Новозыбковский городской округ.
Новозыбковский район и город областного значения Новозыбков как административно-территориальные единицы области сохраняют свои статусы.

## Административное деление
Новозыбковский район в рамках административно-территориального устройства области, включает 8 административно-территориальных единиц — 8 сельских административных округов (в границах одноимённых бывших сельских поселений):
1. Верещакский сельский административный округ
2. Деменский сельский административный округ
3. Замишевский сельский административный округ
4. Старобобовичский сельский административный округ
5. Старокривецкий сельский административный округ
6. Тростанский сельский административный округ
7. Халеевичский сельский административный округ
8. Шеломовский сельский административный округ

## Населённые пункты
В районе 57 населённых пунктов:				
| №  | Населённый пункт     | Тип         | Население | Адм. сельский округ |
| -- | -------------------- | ----------- | --------- | ------------------- |
| 1  | Белый Колодезь       | село        | ↘233      | Замишевский         |
| 2  | Булдынка             | хутор       | ↘30       | Старобобовичский    |
| 3  | Величка              | хутор       | ↘192      | Тростанский         |
| 4  | Верещаки             | село        | ↘626      | Верещакский         |
| 5  | Вихолка              | село        | ↘211      | Верещакский         |
| 6  | Внуковичи            | село        | ↘454      | Халеевичский        |
| 7  | Гатка                | посёлок     | →2        | Старобобовичский    |
| 8  | Грива                | посёлок     | →0        | Старобобовичский    |
| 9  | Гривка               | посёлок     | ↗14       | Старобобовичский    |
| 10 | Грозный              | посёлок     | ↘2        | Верещакский         |
| 11 | Дедовский            | посёлок     | ↗26       | Халеевичский        |
| 12 | Деменка              | село        | ↗289      | Деменский           |
| 13 | Дружба               | посёлок     | ↘70       | Тростанский         |
| 14 | Дубровка             | деревня     | ↗155      | Тростанский         |
| 15 | Дягель               | посёлок     | ↘0        | Старокривецкий      |
| 16 | Журавка              | деревня     | ↘23       | Шеломовский         |
| 17 | Замишево             | село        | ↘1300     | Замишевский         |
| 18 | Калиновка            | посёлок     | ↘0        | Халеевичский        |
| 19 | Каташин              | село        | ↘434      | Старокривецкий      |
| 20 | Катичи               | село        | ↘409      | Верещакский         |
| 21 | Клюков Мох           | посёлок     | ↘3        | Замишевский         |
| 22 | Корна                | деревня     | ↗7        | Шеломовский         |
| 23 | Корчи                | посёлок     | ↗26       | Шеломовский         |
| 24 | Красный Гай          | посёлок     | ↘7        | Старокривецкий      |
| 25 | Крутоберезка         | деревня     | ↘256      | Замишевский         |
| 26 | Курганье             | посёлок     | ↘1        | Старокривецкий      |
| 27 | Малый Кривец         | деревня     | ↘18       | Старокривецкий      |
| 28 | Мамай                | посёлок     | ↘238      | Тростанский         |
| 29 | Манюки               | село        | ↘1        | Замишевский         |
| 30 | Манюки               | ж/д станция | ↗317      | Замишевский         |
| 31 | Машкинский           | посёлок     | →3        | Халеевичский        |
| 32 | Мохоновка            | посёлок     | ↘4        | Верещакский         |
| 33 | Несвоевка            | деревня     | ↘133      | Верещакский         |
| 34 | Новое Место          | село        | ↗408      | Шеломовский         |
| 35 | Новые Бобовичи       | село        | ↘548      | Старобобовичский    |
| 36 | Новые Катичи         | посёлок     | ↘0        | Верещакский         |
| 37 | Опытная Станция      | посёлок     | ↘441      | Деменский           |
| 38 | Отрадное             | посёлок     | ↘0        | Старокривецкий      |
| 39 | Перевоз              | село        | ↗78       | Деменский           |
| 40 | Победа               | посёлок     | ↘1        | Старобобовичский    |
| 41 | Полек                | посёлок     | ↘6        | Халеевичский        |
| 42 | Прудовка             | посёлок     | →1        | Старобобовичский    |
| 43 | Синий Колодец        | село        | ↘228      | Замишевский         |
| 44 | Синявка              | посёлок     | ↘0        | Халеевичский        |
| 45 | Скоробогатая Слобода | деревня     | ↘33       | Старокривецкий      |
| 46 | Сновский             | село        | ↘568      | Тростанский         |
| 47 | Старая Рудня         | деревня     | ↘83       | Халеевичский        |
| 48 | Старые Бобовичи      | село        | ↘950      | Старобобовичский    |
| 49 | Старый Вышков        | село        | ↘395      | Старобобовичский    |
| 50 | Старый Кривец        | село        | ↘530      | Старокривецкий      |
| 51 | Триголов             | посёлок     | ↘0        | Верещакский         |
| 52 | Тростань             | деревня     | ↘766      | Тростанский         |
| 53 | Холевичи             | деревня     | ↘410      | Халеевичский        |
| 54 | Шеломы               | село        | ↘809      | Шеломовский         |
| 55 | Шитиков Лог          | посёлок     | →21       | Замишевский         |
| 56 | Ягодное              | посёлок     | ↘10       | Халеевичский        |
| 57 | Ясная Поляна         | посёлок     | ↘14       | Старобобовичский    |

Упразднённые населённые пункты:
- 2006 год — село Святск Старобобовичского сельсовета, поселок Вертебы, поселок Гремучка Деменского сельсовета, поселок Рассадники Верещакского сельсовета, поселок Борщовка Внуковичского сельсовета, деревня Злотницкий Хутор, поселок Красный Остров Манюковского сельсовета[27].
- 2011 год — поселок Колодезский Старовышковского сельсовета.